# Ludwik Fryderyk Hildt

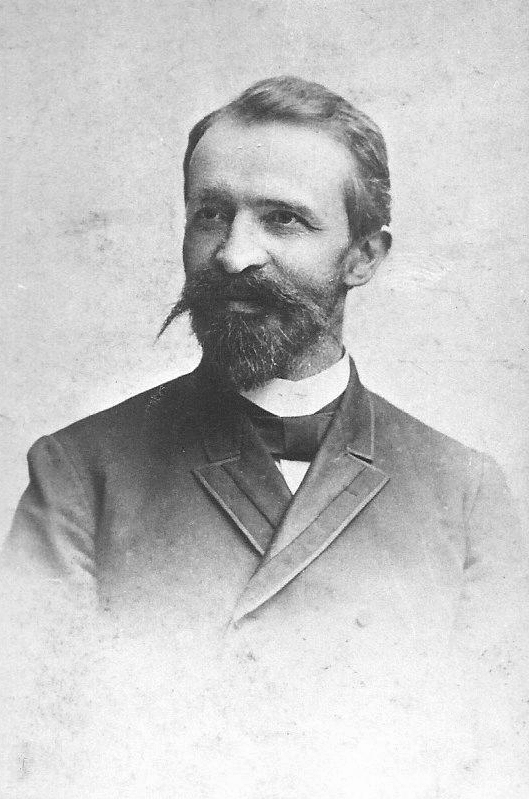
Ludwik Fryderyk Hildt

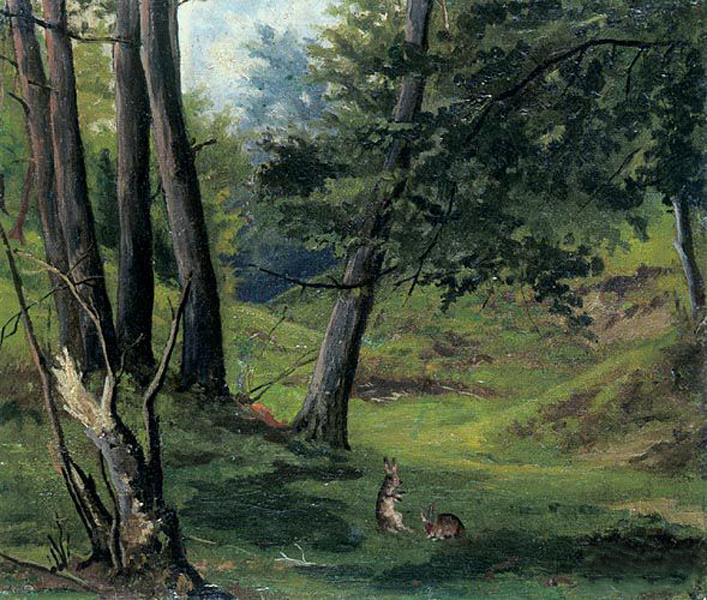
Waldlandschaft mit Hasen

Ludwik Fryderyk Hildt (deutsch Ludwig Friedrich Hildt, * 6. August 1847 in Warschau; † 21. September 1919 ebenda) war ein polnischer Maler und Insektenkundler evangelischer Konfession. Er entstammte einer weit verzweigten Warschauer Familie deutscher Herkunft.
Hildt wurde Schüler von Wojciech Gerson in Warschau. Seit dem 12. Oktober 1877 studierte er an der Königlichen Akademie der Künste in München und setzte das Studium in Paris und Florenz fort.
Neben der Malerei beschäftigte sich Hildt mit der Insektenkunde und wurde Pionier dieser Wissenschaft in Polen. Er verfasste acht Abhandlungen über die Käferfauna Polens, u. a. über Wasserkäfer, Bockkäfer und Mistkäfer, sowie einen Ratgeber für Insektensammler.
Er nahm an wissenschaftlichen Expeditionen in den Kaukasus, auf die Krim und nach Algerien teil. Er bereiste auch Polen, besuchte das Podhale-Hochland, die Suwałki-Region und die Lublin-Region.
Er stellte seine Bilder in der Zachęta-Kunstgalerie aus. Seine Insektensammlung im Warschauer Industrie- und Landwirtschaftsmuseum verbrannte während des Zweiten Weltkrieges.
Ludwik Fryderyk Hildt wurde auf dem Warschauer Evangelisch-Augsburgischen Friedhof bestattet.